# 상색국민학교 두밀분교
상색초등학교 두밀분교는 대한민국 경기도 가평군 가평읍 두밀리에 있었던 공립 초등학교이다.

## 연혁
- 1936년 4월 20일 : 가평공립학교 두밀간이학교로 개교
- 1950년 4월 1일 : 상색국민학교 두밀분교장 변경
- 1964년 11월 12일 : 두밀국민학교로 변경
- 1985년 3월 1일 : 상색국민학교 두밀분교로 개편
- 1994년 2월 28일 : 폐교 및 상색국민학교로 통합

## 사건 및 사고
폐교 당시, 경기도교육청이 분교 26곳을 통폐합한다는 계획을 세우고 두밀분교를 통폐합하였다. 하지만 마을 주민들은 당국의 통폐합 방침에 반대하였으며, 몇몇 학부모들이 폐교 처분 취소 청구소송을 냈지만 패소하였다. 또한 그들은 통폐합된 학교로 보내지 않고 마을회관에서 자녀를 가르쳤으며, 이에 당국에서는 자녀 의무 교육 불이행을 과태료를 부과하기도 하였다.

## 폐교 이후
폐교 이후, 상색국민학교 두밀분교 교사는 현재 연수원으로 사용하고 있다.